# 西班牙尖帽

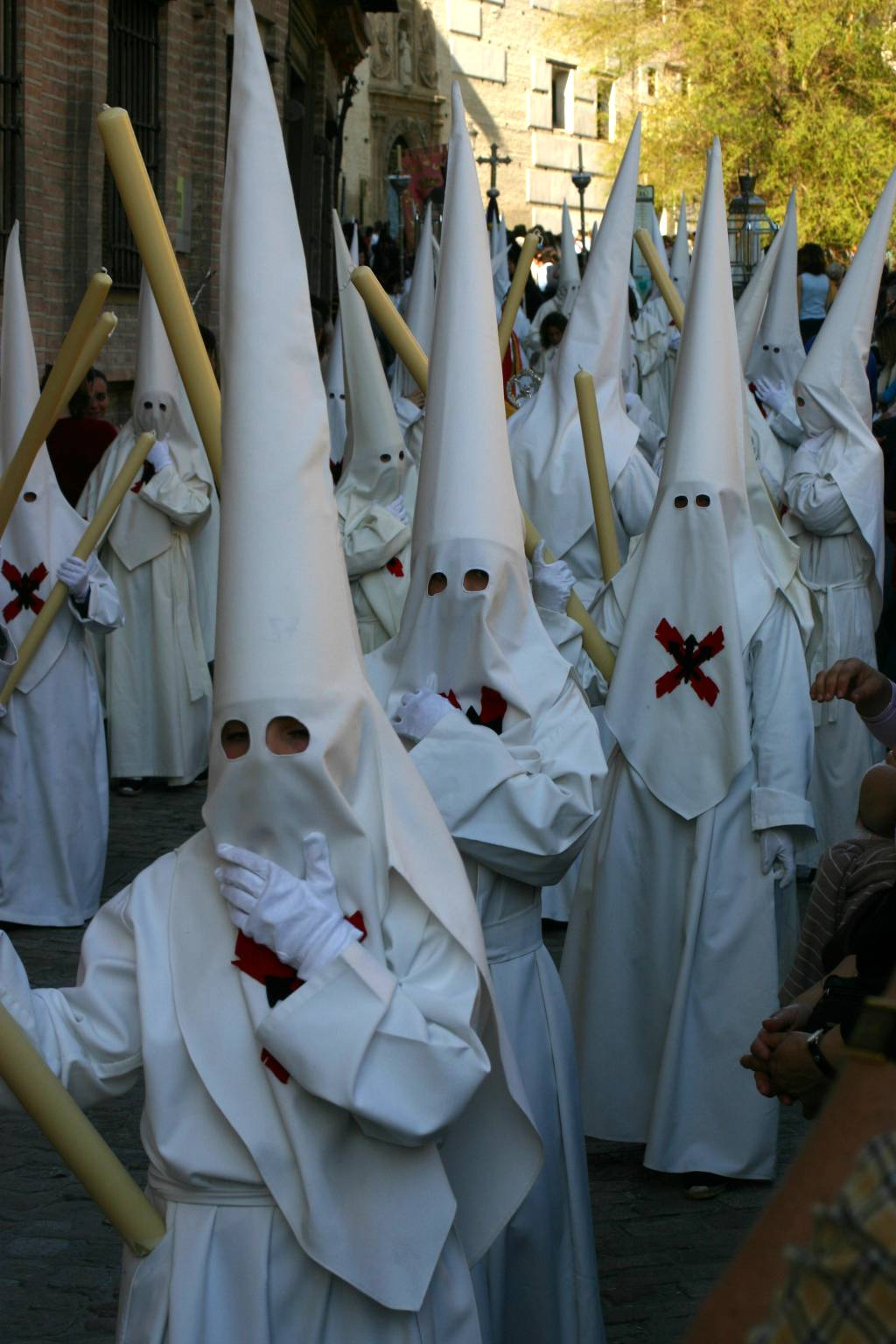
塞维利亚圣周游行中戴西班牙尖帽的拿撒勒会司祭

西班牙尖帽（西班牙語：Capirote）是一种用于西班牙的锥形尖帽。是某些地区的基督教团体（兄弟会）包括拿撒勒会（Nazarenos）或法利赛会（Phariseos）在西班牙圣周游行中复活节仪式及再演上使用的制服之一。
尖帽在中世纪时是小丑或杂耍者佩戴的帽子，故意凸显他们的滑稽样子。因此，尖帽被用来羞辱罪犯。罪犯会被强迫戴上尖帽游街，然后围观的人们朝他们的身上扔烂蔬菜、吐口水以羞辱他们。
后来，在地中海国家的圣周或复活节庆典游行中，苦修士（Penitentes）会带上尖帽走上街头，以此来自害赎罪。但他们会蒙着面以防被人认出。
不應将带有面罩的这种西班牙尖帽和3K党戴的尖帽混淆。

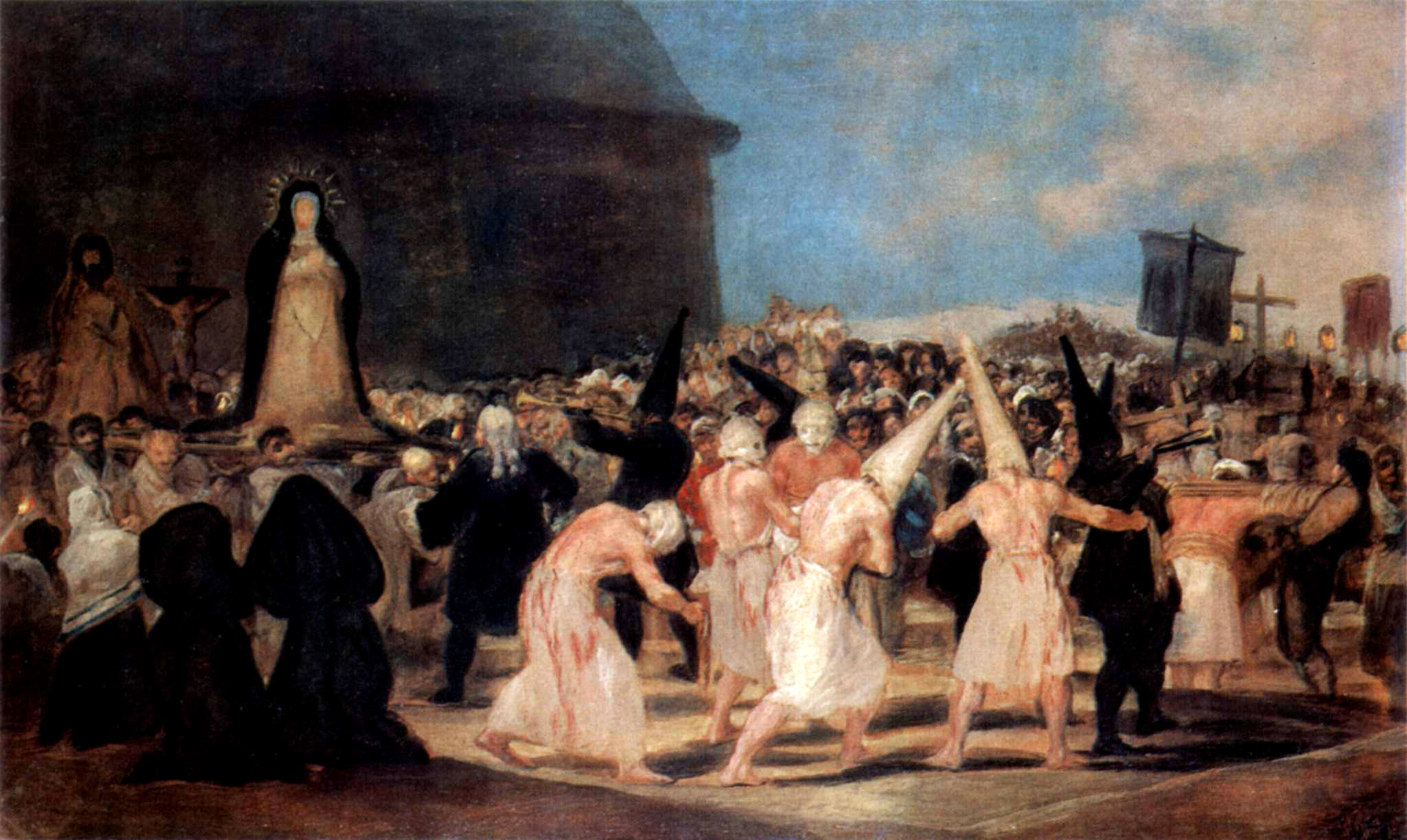
戈雅画作《自笞者的行列》，1812-1819

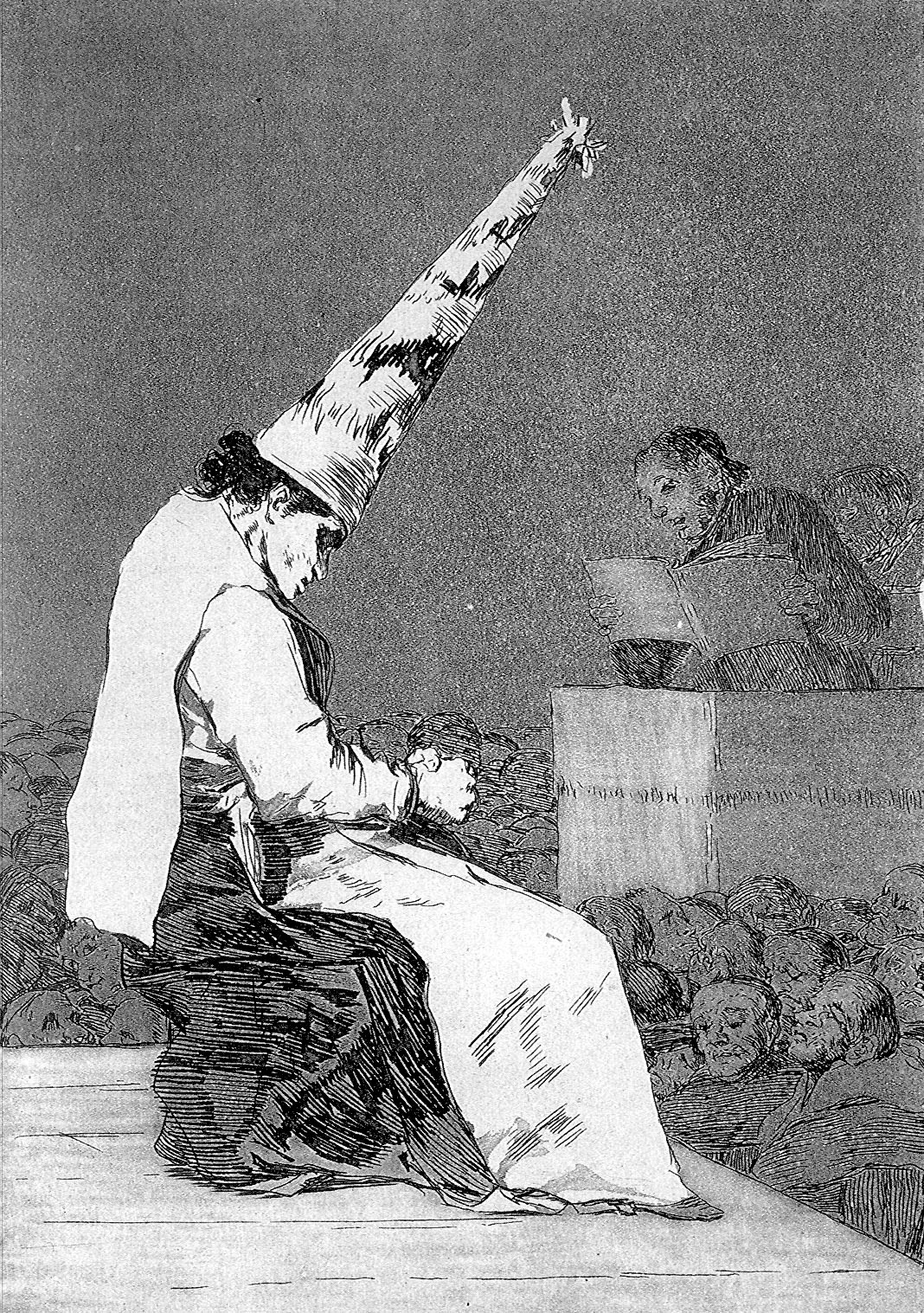
西班牙宗教裁判所中带西班牙尖帽穿圣宾尼陀服的犯人，戈雅画